# Örjasänget
Örjasänget är ett naturreservat i Gagnefs kommun i Dalarnas län.
Området är naturskyddat sedan 2006 och är 173 hektar stort. Reservatet består av gammal skog, myrar och bäckar. I reservatet finns Lissel Bortbergstjärnen och ett par små namnlösa tjärnar. Reservatet genomkorsas av en väl uppmärkt och spångad vandringsled och en kolarkoja är iordningställd. 